# Pseudonautia nemoricultrix
Pseudonautia nemoricultrix är en insektsart som beskrevs av Marius Descamps 1983. Pseudonautia nemoricultrix ingår i släktet Pseudonautia och familjen Romaleidae. Inga underarter finns listade i Catalogue of Life.